# Future wreck
Future wreck is het tweede studioalbum dat verscheen onder de artiestennaam Arcane. Op het album werden weliswaar drie personen afgebeeld, maar dat zijn de later ego’s van enig bandlid Paul Lawler. De muziek werd Lawler aangeduid als meer Tangerine Dream dan Tangerine Dream zelf. Het album bevat elektronische muziek uit de Berlijnse school en de vroege jaren zeventig, een stroming die Tangerine Dream in de jaren negentig al verlaten had, dan wel gemoderniseerd.

## Muziek
| Nr. | Titel                 | Duur  |
| --- | --------------------- | ----- |
| 1.  | Future wreck          | 21:32 |
| 2.  | The plastic eaters    | 12:38 |
| 3.  | The visible empty man | 18:45 |
| 4.  | Planet of the blind   | 8:51  |